# Charles Symphorien Jacques
 (novembre 2014).
Charles Symphorien Jacques père, né le 18 août 1723 à Aix en Provence, et mort le 15 avril 1799 à Bourg-la-Reine, est un sculpteur, peintre et faïencier français.

## Biographie
Le 10 octobre 1757, il épouse Agnès Honorée Adam à Paris. De leur union naît, vers 1762, un garçon qu'il prénomment également Charles Symphorien. Dès 1763, il est conseiller, membre de l'Académie de Saint-Luc et travaille à la faïencerie de Sceaux, fondée en 1735. Jacques Chapelle, chimiste qui dirigea cette entreprise en 1759, la loue en 1763 à Charles Symphorien Jacques (père) et à Joseph Jullien, artiste peintre, pour un bail qui prend fin en 1772. Y travaillent également les peintres Jean-Baptiste Sonnerre, Jean-Nicolas Lutz, ainsi que Moscer et Rhote. Nicolas Sisson et Castel vont à Sèvres après avoir travaillé à Bourg-la-Reine. Dumas, Christophe Mô et Sonnerre travaillent à Sceaux et à Mennecy.
Ces deux artistes associés vont gérer parallèlement la Manufacture de Mennecy et une fabrique à Bourg-la-Reine. Ils prennent la première en location le 1er mars 1766 pour une durée de neuf ans. Créée en 1749 dans ce petit village, elle appartient à Marie-Geneviève Le Bastier, veuve de Jean-Baptiste Barbin, fils de François Barbin le fondateur, faïencier et porcelainier au faubourg Saint-Antoine à Paris. La fabrique du no 116 Grande-Rue (avenue du Général-Leclerc) ouvre ses portes le 17 octobre 1772 à Bourg-la-Reine à la fin du bail de Sceaux, dans une maison qu'ils avaient acquise deux ans auparavant, le 6 novembre 1770, à l’enseigne : À la Ville d'Amiens.
Ni l'un ni l'autre ne réside à Mennecy. Ils en confient la responsabilité à Antoine Merle qui meurt en 1768. Il est remplacé par Pierre Janicot. Marie-Geneviève Le Bastier, veuve de Jean-Baptiste Barbin, l'aidera dans la direction de l'entreprise qui continue sa production en petite quantité jusqu'en 1775.
Ils ont une production de qualité et savent s'entourer d'artistes et d'ouvriers hautement qualifiés. Pierre Fauguin de Marseille, Christophe Mô en 1772, sculpteur, modeleur, et Jean-Baptiste Mô son frère, ouvrier sculpteur originaire de Chantilly, cette même année Nicolas Sisson, peintre, Jean Roth en 1760.
La fabrique qu'ils créent à Bourg-la-Reine est située à l'angle du chemin des Blagis et d'un chemin reliant la route d'Orléans au chemin du Pavé de Sceaux, et fait face à l'ancien cimetière du village. Le 2 juillet 1771, ils achètent une pièce de terre dite Les Fossés, jouxtant leur propriété qui se trouve ainsi agrandie. Ils sont associés dans cette affaire chacun pour moitié et leur entreprise est sous la protection du fils du duc du Maine, le comte d'Eu seigneur de Sceaux. C'est le 27 juillet 1773 que la marque en creux « B.R. » est enregistrée par le préfet de police.
C'est une petite manufacture au personnel réduit venant au départ de la Manufacture de Sceaux. Y travaillent Michel Mamès Duché, tourneur, et son fils Jean Duché, Nicolas Sitson, Pierre Benoist, mouleur, Jean-Baptiste Mongin, commis dont la femme, une fois veuve, viendra travailler à la fabrique.
Joseph Jullien meurt le 16 mars 1774 et sa veuve lui succède. À cette époque (fin du bail de Mennecy), on note la présence du peintre Jean Philibert Loszer et, en 1775, celle de Joseph Solome, peintre qui reste jusqu'en 1786, année de sa mort, Pierre-René Poussin, tourneur, dont les fils travaillent également dans cette manufacture en qualité de tourneurs. Jean Alais et plus tard son fils, Jean-Edmé Pinard, tourneur, qui finira à Sceaux. Son fils Joseph-Léon reprendra un moment l'affaire puis va se retirer. Charles Symphorien Jacques ne souhaitant plus partager par moitié les fruits de la production, il rachète les parts en 1776 et fait construire un nouveau bâtiment sur le terrain. Le peintre Paul Dominique Vanteuil, son neveu, vient travailler dans cette fabrique jusqu'en 1778. Il est imposé ainsi que la veuve Jullien à 80 livres. Le 1er mai 1780, la société est dissoute et, en octobre, Mme Jullien quitte Bourg-la-Reine pour la capitale. En 1785, Jacques fils travaille avec son père. Il est comme lui sculpteur, faïencier et devient son associé en 1790. Parmi les ouvriers, Pierre-Claude Poussin, tourneur potier, ouvrira une seconde faïencerie en quittant Jacques en 1795.
Charles Symphorien Jacques fils est syndic de la municipalité de Bourg-la-Reine en 1789, électeur du département de Paris en 1791-1792 et adjoint au maire en 1803. Sa mère meurt le 24 mai de la même année, et son père le 15 avril 1799 à Bourg-la-Reine. Sa fabrique fera faillite en 1804 et sa maison sera vendue en 1805 à Charles Eustache Vangelen de Sceaux.
Hélène Antoinette Jacques épouse Alfred Mony (né le 6 juillet 1830), tourneur en faïence de 1851 à 1859, et faïencier de 1859 à 1861. Il est le fils du faïencier Louis Nicolas Mony (1804-1875) et de Marguerite Bellard, et petit-fils du faïencier François Guillaume Mony (1781-1844).

## Œuvres
- Les pièces marquées « B.R. » sont peu nombreuses : assiettes, beurriers, moutardiers, pots à crème, tasses, vases Médicis, et un petit groupe en biscuit de porcelaine tendre dû au sculpteur Jean-Baptiste Mô.

## Production de la manufacture de Sceaux
Les numéros sont ceux du catalogue de l'exposition du musée de l'Île-de-France à Sceaux en 1986.
Assiettes
- Assiette à bord contourné émaillée blanche, décor floral polychrome une rose, un œillet en dégradé, dominance rose, faïence petit feu, 24 cm. Collection C. Gautier, no 100 ;
- Assiette à bord contourné émaillée blanche, décor floral polychrome une rose, œillet absent, faïence petit feu, 24 cm. Collection C. Gautier, no 101 ;
- Paire d'assiettes à décor dit Aux fruits coupés, décor similaire sur les pièces de Mennecy, no 102 ;
- Assiette en faïence blanche petit feu, bord contourné, filet bleu, décor polychrome, bouquet de feuillages, d'une pêche et d'une figue coupée sur l'aile, petites branches de prunes, châtaignes et insectes, 24,5 cm ;
- Assiette en faïence blanche petit feu, bord contourné, bouquet composé de liserons et de prunes dont une coupée sur l'aile petites branches de cerises et insectes, vers 1770, 24,5 cm ;
- Assiette en faïence blanche petit feu à bord déchiqueté, décor polychrome aux oiseaux, au fond de l'assiette, trois oiseaux d'espèces différentes : un grand échassier queue en ramage, tons de rose, l'aile soulignée d'un peigné bleu et trois insectes, 24,5 cm. Collection Béalu, no 103.

Statuettes
Chronologie de la statuaire de Sceaux, époque de J.Jullien et S. Jacques
- 1763-1766 : statuettes et groupes inspirés de Meissen et de Sèvres ;
- 1766-1772 : statuettes et groupes inspirés de Mennecy ;
- 1763-1773 : groupe de cinq personnages, faïence stannifère, décor de petit feu polychrome, Sceaux, musée de l'Île-de-France[7] ;
- Sept personnages en groupe sur une rocaille, l'un jouant de la flûte pose une couronne une femme jouant de la viole, une autre tenant un panier de raisins en offre un grain à un joueur de violon. Un chien joue avec deux petits Amours. 1765, faïence à décor de petit feu polychrome, 33,5 cm, Sceaux, musée de l'Île-de-France, no 154 ;
- Deux hommes et trois femmes sur une rocaille, les costumes sont décorés de motifs floraux, ils tiennent des guirlandes de fleurs et des bouquets, et jouent avec une chèvre et un chien. Faïence à décor de petit feu polychrome, 30 cm, Sceaux, musée de l'Île-de-France, no 155.

Porcelaine en pâte tendre à Sceaux
- Pot à crème, couvert de forme ventrue, porcelaine tendre, émaillée blanche sans décor peint. La prise du couvercle se compose d'un petit muni de feuilles, marque « SX » en creux, 8,5 cm. Collection particulière, no 168.

## Production de la manufacture de Bourg-la-Reine
Faïence
- Trois pots à pharmacie provenant d'une collection hospitalière. Cylindrique et couverts en faïence blanche, ils portent une inscription dans une couronne de lauriers fleuris. Faïence à petit feu. Grand pot, h. 22 × diam. 12 cm. Petits pots : h. 15 × diam. 10 cm, Paris, musée de l'assistance publique, no 281.

Statuettes, porcelaine en pâte tendre
- Jean-Baptiste Mô, Trois musiciens en biscuit, costume du XVIIe siècle homme joue de la viole, la femme appuyée à une colonne joue de la harpe et l'enfant chante. Le groupe est posé sur une terrasse rocaille ornée d'instruments de musiques. Vers 1772. Pâte tendre. H. 29 cm. Marque « BR Mô » sur le rocher, Sèvres, musée national de Céramique, no 282.

## Collections publiques
- Sèvres, musée national de Céramique
- Sceaux, musée de l'Île-de-France
- Paris, musée des arts décoratifs
- Paris, musée de l'assistance publique

## Expositions
- 1986 : 150 Ans de Céramique, Sceaux, musée de l'Île-de-France.